# 王家街道 (盘锦市)
王家街道是中华人民共和国辽宁省盘锦市大洼区下辖的一个街道办事处。

## 行政区划
王家街道下辖以下村级行政区划单位：
王家村、罗家村、西海村、旭东村、曙光村、双兴村、兴海村和华侨村。